# Percy Greg
Percy Greg (Bury, 7 de janeiro de 1836 - Chelsea, 24 de dezembro de 1889), filho de William Rathbone Greg, foi um escritor inglês.

## Carreira
Percy Greg, como seu pai, escreveu sobre política, mas seus pontos de vista eram violentamente reacionários: sua History of the United States to the Reconstruction of the Union (1887) pode ser considerada mais uma polêmica do que uma história.
Seu Across the Zodiac (1880) é um dos primeiros romances de ficção científica, considerado o progenitor do gênero espada e planeta. Para esse romance, Greg criou o que pode ter sido a primeira linguagem artística que foi descrita com terminologia linguística e gramatical. Ele também continha o que é possivelmente a primeira instância na língua inglesa da palavra "Astronaut".
Em 2010, uma cratera em Marte foi nomeada Greg em reconhecimento à sua contribuição para o conhecimento de Marte.